# بيورن كوك
بيورن كوك (بالنرويجية: Bjørn Cook)‏ (و. 1917 – 2003 م) هو مصارع رياضي نرويجي، ولد في تروندهايم، شارك في الألعاب الأولمبية الصيفية 1948، توفي عن عمر يناهز 86 عاماً.

## روابط خارجية
- بيورن كوك على موقع قاعدة بيانات المصارعة الدولية (الإنجليزية)
- بيورن كوك على موقع أوليمبيديا (الإنجليزية)